# Villa Reducción
Villa Reducción o Reducción es una localidad  argentina ubicada en el departamento Juárez Celman de la provincia de Córdoba. Se encuentra en el margen izquierdo de Río Cuarto, y es atravesada de este a oeste por la Ruta Nacional 8, la cual constituye su principal vía de comunicación, vinculándola al oeste con la ciudad de Río Cuarto y al este con La Carlota.

## Toponimia
Deviene de una antigua reducción jesuítica denominada La Misión de Indios Pampas en El Espinillo y luego reducción franciscana Reducción de los Indios Pampas de San Francisco de Asís. Al fundarse el poblado se le da el nombre de Jesús María pero la denominación no perdura, sosteniéndose el nombre de Reducción.

## Población
Cuenta con 1900 habitantes (Indec, 2022), lo que representa un incremento del 10% frente a los 1732 habitantes (Indec, 2010) del censo anterior.
| Gráfica de evolución demográfica de Villa Reducción entre 1991 y 2022 |
|                                                                       |
| Fuente: Censos nacionales del INDEC                                   |

## Historia
El pueblo tiene su origen en una reducción o misión jesuítica que existió durante la última década del siglo XVII, sus últimas referencias datan de 1693. En ella los miembros de la Compañía de Jesús intentaron reducir a los pueblos pampas o het, especialmente a la parcialidad de los muturos comandados por el cacique Ignacio Muturo en la zona conocida como El Espinillo, entre el fuerte de Río Cuarto y La Carlota. Los conflictos por la colonización de la pampa, unidos a las luchas tribales de los het, hicieron fracasar este proyecto colonizador y religioso. En 1751 los aborígenes ya habían obtenido del gobernador el título de las tierras. Se reflota entonces la idea de la reducción, en esta oportunidad comandada por la Orden Franciscana con la denominación de Reducción de los Indios Pampas de San Francisco de Asís. Esta segunda reducción asentada en la margen sur del río Cuarto se mantiene hasta la década de 1780, cuando se reflotan los conflictos derivados del enfrentamiento entre españoles por la posesión de las tierras y la nueva ofensiva indígena a raíz de la araucanización de la región pampeana.
En 1795 el comandante del fuerte del lugar, Francisco Domingo Zarco, funda un poblado con el nombre de Jesús María a partir de las poblaciones dispersas que habían sobrevivido a la antigua reducción de indios. La nueva denominación no perduraría frente a la ya tradicional de Reducción. En 1885 se creó la municipalidad.

## Santuario del Señor de la Buena Muerte

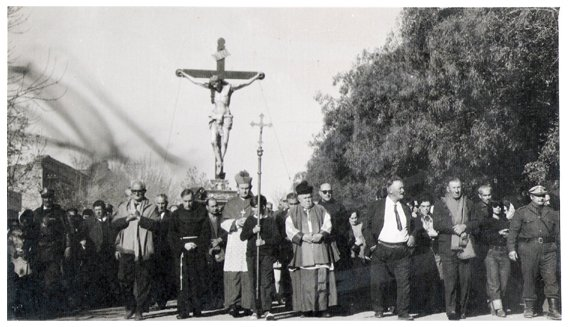
Procesión del Señor de la Buena Muerte, mediados del.

En el pueblo de Reducción se encuentra el Santuario del Señor de la Buena Muerte. En él se venera una antigua imagen de Cristo crucificado bajo la advocación de La Buena Muerte. La escultura es una obra importante del arte colonial hispánico; desde el punto de vista tipológico responde a una imagen gótico tardía, reinterpretada según los convecionalismos y técnicas del siglo XVIII. Según la opinión de importantes especialistas su autor pudo haber sido el escultor filipino Esteban Sampzon quien vivió en el Río de la Plata entre fines del siglo XVIII y principios del siglo XIX y dejó una vasta obra en Buenos Aires y Córdoba. La imagen fue donada por el fundador del pueblo, Capitán Francisco Domingo Zarco, y la primera capilla debió construirse entre 1795, el año de fundación, y 1800. Esta primera capilla tenía la arquitectura típica de la zona pampeana en esa época, muros de adobe y techo de varazón y paja, por lo que necesitó continuos trabajos de reconstrucción como los que en 1844 realizó Cayetano Fernández. En 1869 el sacerdote italiano Quírico Porreca emprendió una nueva reconstrucción. Hacia 1878 los padres franciscanos de Propaganda Fide llegados de Italia inician la construcción de un nuevo templo que se habilitaría en 1879 y es el que existe actualmente. A principios del siglo XX el templo sufre una serie de reformas, se agregan las naves y el campanario. El pintor de origen italiano Carlos Camilloni (1882-1950), que anteriormente había colaborado con Emilio Caraffa en la decoración interior de la Catedral de Córdoba, pinta en el techo un fresco alusivo a la historia del Señor de la Buena Muerte y se construye también un gran hospicio para peregrinos. Entre 1928 y 1931 se levanta la casa parroquial de grandes dimensiones e importante arquitectura, lo que demuestra el progresivo desarrollo de la devoción religiosa en la localidad y zonas aledañas.
En la actualidad las celebraciones religiosas se centran entre los días 1 al 3 de mayo y tienen una gran tradición que se extiende por todo el sur de la provincia de Córdoba y la zona central de la Argentina.

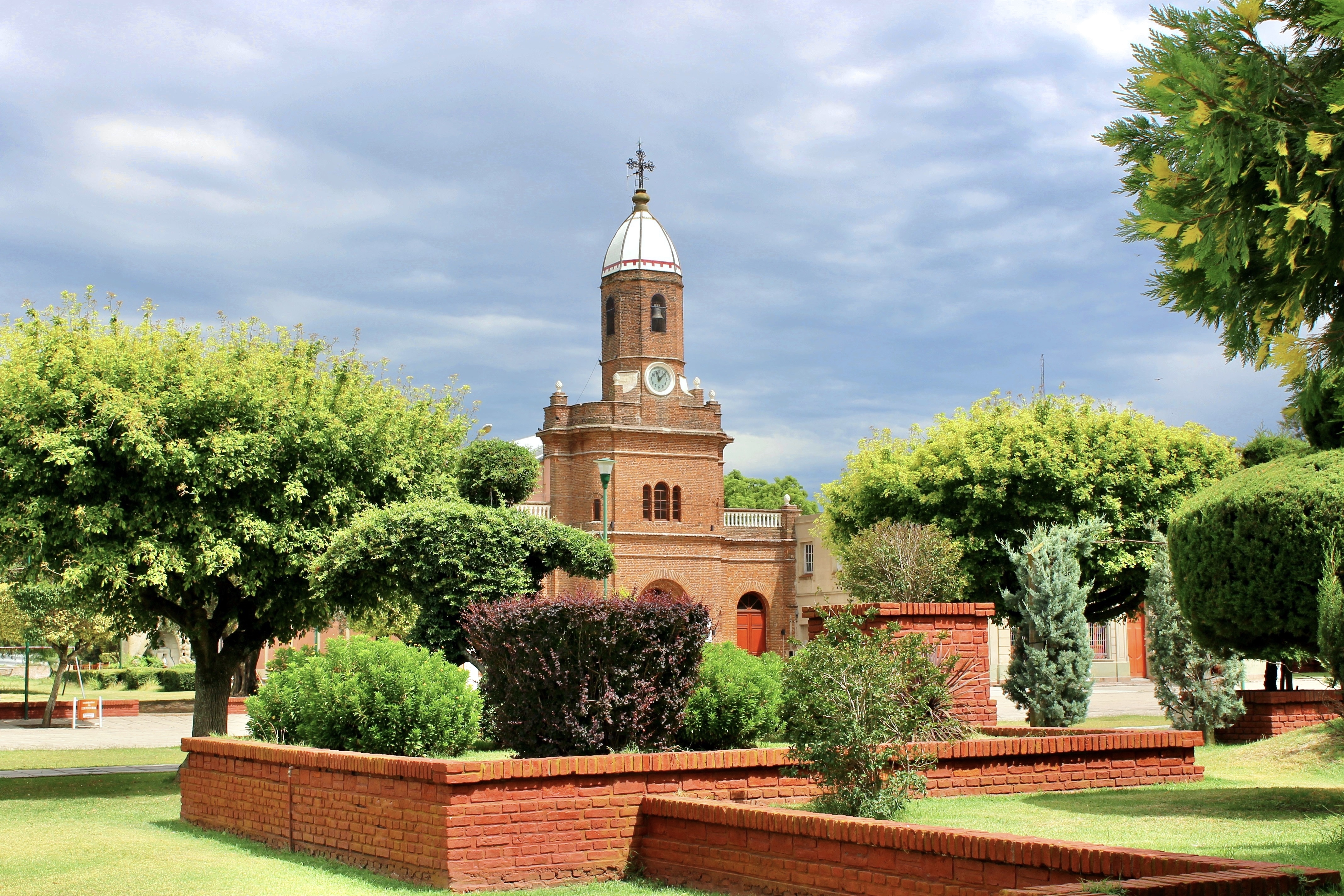
Iglesia de Villa Reducción, Señor de la Buena Muerte

## Parroquias de la Iglesia católica en Villa Reducción
| Diócesis  | Villa de la Concepción del Río Cuarto |
| --------- | ------------------------------------- |
| Parroquia | Señor de la Buena Muerte              |